# Landschulheim Burg Nordeck

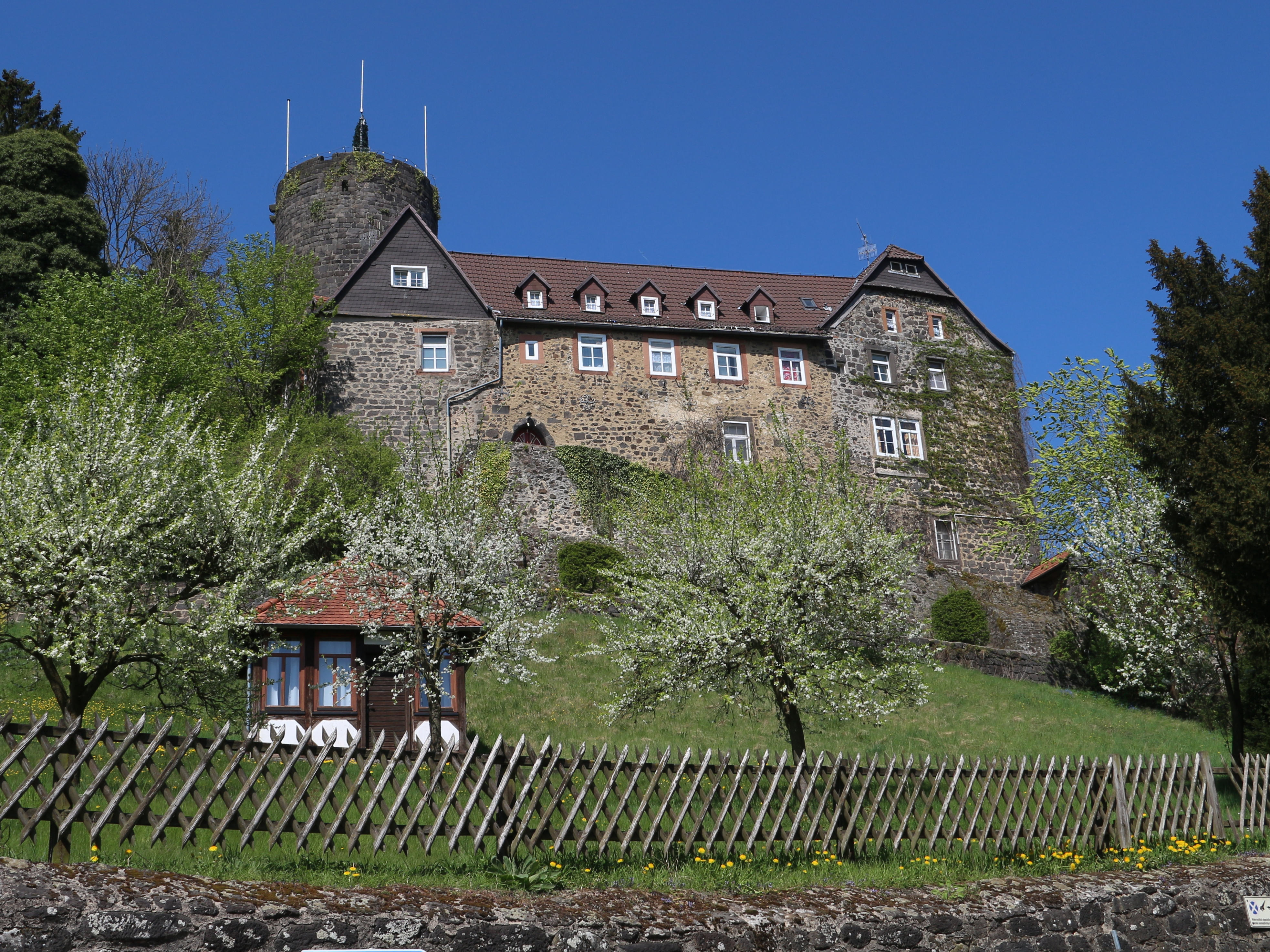
Burg Nordeck im April 2015

Das Landschulheim Burg Nordeck war ein Internat in Burg Nordeck im Ortsteil Nordeck der mittelhessischen Stadt Allendorf (Lumda) im Landkreis Gießen. Es war eine staatlich anerkannte Schule und Mitglied in der Internate Vereinigung. Mit dem 1. April 2015 wurde das Insolvenzverfahren über das Vermögen des Landschulheims Burg Nordeck eröffnet. Im Mai wurde die Schließung des Landschulheims bekannt, während das Wohnheim erhalten bleiben soll. Per 1. September 2015 wurde die Anlage von einer Tochtergesellschaft der Lebenshilfe Gießen übernommen.

## Geschichte
Das Internat wurde 1926 von Otto Erdmann gegründet, einem Freund und Mitarbeiter des Gründers der Odenwaldschule, Paul Geheeb. Dessen Schwester war lange Jahre als Schulärztin Geheeb-Lieberknecht am Internatsbetrieb beteiligt. Von 1938 bis 1941 unterrichtete u. a. Willi Hammelrath in Nordeck, der später nach dem Krieg das Pädagogium Bad Sachsa leitete und dort viele Ideen aus der Nordecker Zeit realisierte. Zu den späteren Leitern gehörte Alfred Zander.
Schüler von 1938 bis 1941 war der Schriftsteller und Drehbuchautor (Suleyken) Ernst-Adolf Kunz (1923–1981), ein enger Freund Heinrich Bölls. Sein Briefwechsel mit Böll von 1945 bis 1953 wurde unter dem Titel Die Hoffnung ist wie ein wildes Tier 1994 bei Kiepenheuer (1997 dtv) veröffentlicht. Kunz hat außerdem unter dem Pseudonym „Philipp Wiebe“ v. a. Kurzgeschichten publiziert.

## Standort
Das Internat befand sich in der Gemeinde Allendorf (Lumda) oberhalb des Ortsteils Nordeck. Der rund 22 Meter hohe Turm der Anlage ist weit durch das Lumdatal zu sehen.
Ein Teil der Wohn- und Verwaltungseinrichtungen befanden sich in den Gebäuden der Burg Nordeck. Die Räume für den Unterricht sowie weitere Wohnanlagen befanden sich im östlichen Neubaugebiet von Nordeck.
Für den Sportunterricht sowie Freizeitaktivitäten verfügte die Schule über einen Basketballplatz, ein Schwimmbad sowie einen Tennisplatz. Die öffentliche Mehrzweckhalle des Dorfes wurde ebenfalls für den Sportunterricht genutzt. Das historische Naturtheater wurde früher für Veranstaltungen innerhalb der Einrichtung, vornehmlich an Elterntagen, genutzt.

## Struktur

### Schulisch
Angeboten wurde bis 2015 ein gymnasialer und ein realschulischer Zweig. Der gymnasiale Zweig konnte jedoch nicht vor Ort mit dem Abitur abgeschlossen werden, da lediglich die Ausbildung bis zur 10. Klasse angeboten wurde. Für die Erlangung der Hochschulreife mussten die Schüler die Oberstufe an einem anderen Internat oder einer öffentlichen Schule besuchen, konnten aber weiterhin in Nordeck betreut werden. Diese Art der Betreuung kam jener des betreuten Wohnens nahe. Weiter gab es die Möglichkeit, eine Ausbildung als Schreiner zu absolvieren, welche aber nur alle paar Jahre angeboten wurde. 
Als erste Fremdsprache wurde Englisch gelehrt. Schülern des gymnasialen Zweiges stand ab der 7. Klasse die Wahl zwischen Französisch und Latein offen. Der schulische Unterricht fand halb- oder ganztags (8 Stunden) statt. Die Nachmittage waren zeitlich vorstrukturiert und enthielten nur einen relativ kleinen Zeitanteil zur freien Verfügung der Schüler. Aus dem Angebot sogenannter Gilden konnte frei gewählt werden, mindestens einmal wöchentlich war dies eine Pflichtveranstaltung.

### Außerschulisch
Außerhalb des schulischen Unterrichts wurden die Schüler in sogenannten „Familien“ betreut, die jeweils aus 8 bis 12 Schülern und meist mehreren Erziehern bestanden. Die Schüler lebten dabei in räumlich zusammenhängenden Wohneinheiten und waren in der Regel in Einzel- und Zweierzimmern untergebracht. 
Zum wöchentlichen Nachmittagspflichtprogramm zählte auch die sogenannte „English Conversation“, bei der Muttersprachler den Schülern die englische Sprache in Kleinstgruppen außerhalb des Schulbetriebs nahebrachten. Dazu kamen die bereits erwähnten „Gilden“ für den musisch-künstlerischen und sportlichen Bereich.

### Religion
Das Landschulheim Burg Nordeck war eine nichtkonfessionelle Schule, verfügte aber über eine Kapelle. Das Zusammenleben in Schule und Internat sollte geprägt sein von Toleranz gegenüber unterschiedlichen religiösen Glaubensbekenntnissen; religiöser Fanatismus und Fremdenfeindlichkeit wurden laut Hausordnung nicht geduldet.